# 里斯本海洋水族馆
里斯本海洋水族馆（葡萄牙語：Oceanário de Lisboa）是葡萄牙里斯本的一个水族馆，位于万国公园，曾是1998年世界博览会展馆。

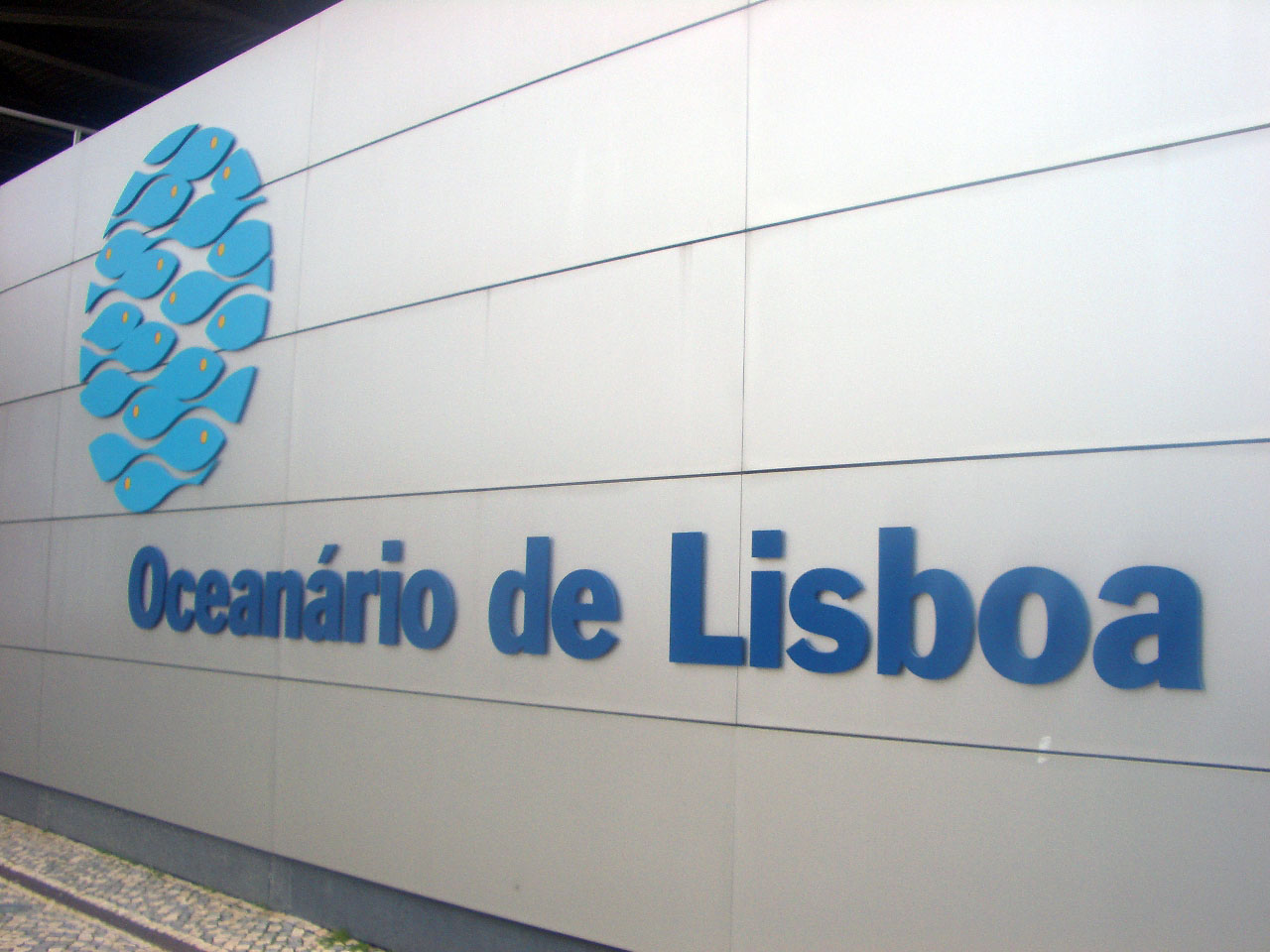
入口

里斯本海洋水族馆展出的物种有450个，动物数量 16,000。

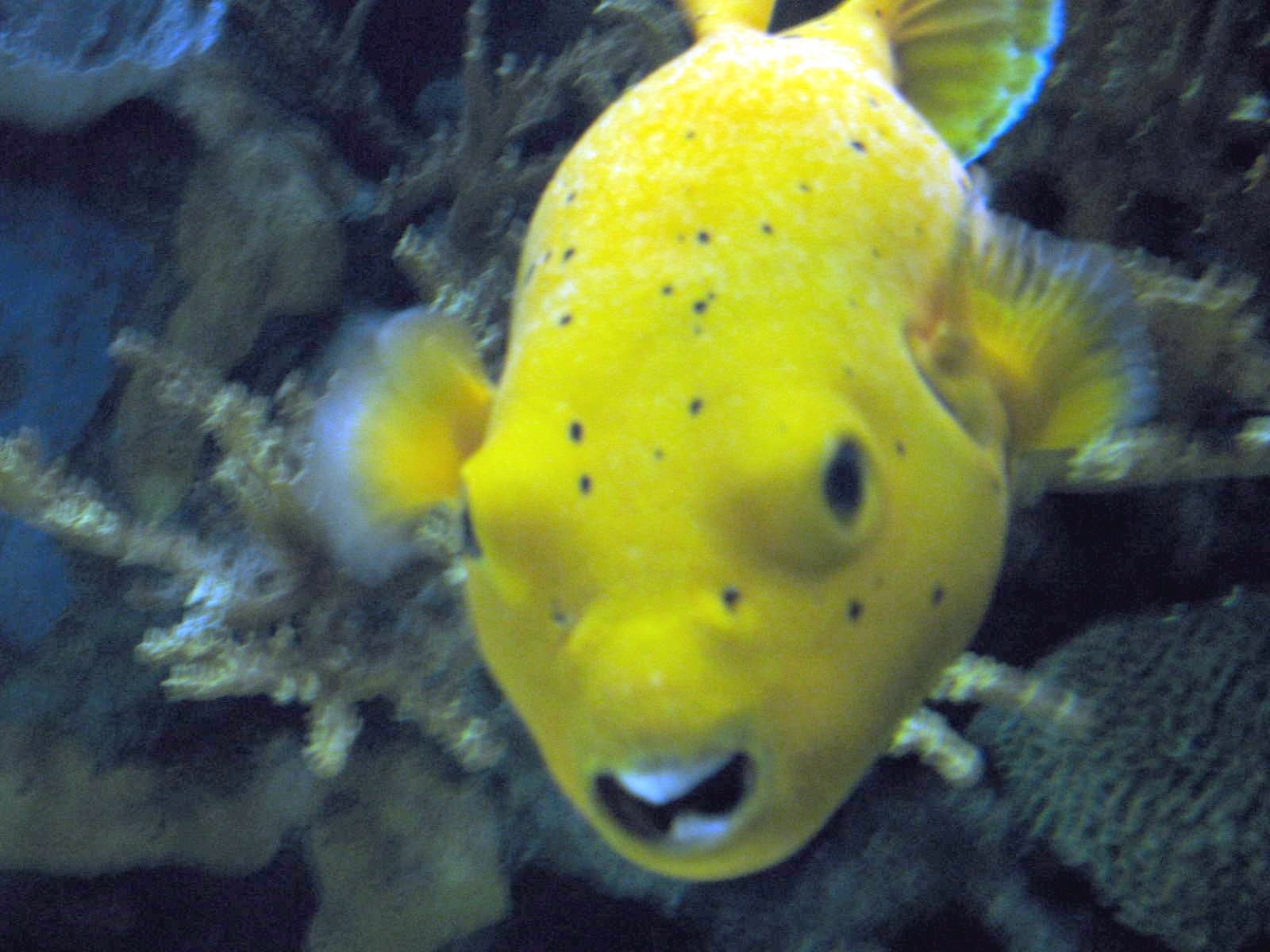